# Migrationstreck von Zentralamerika bis zur Grenze zwischen Mexiko und den Vereinigten Staaten

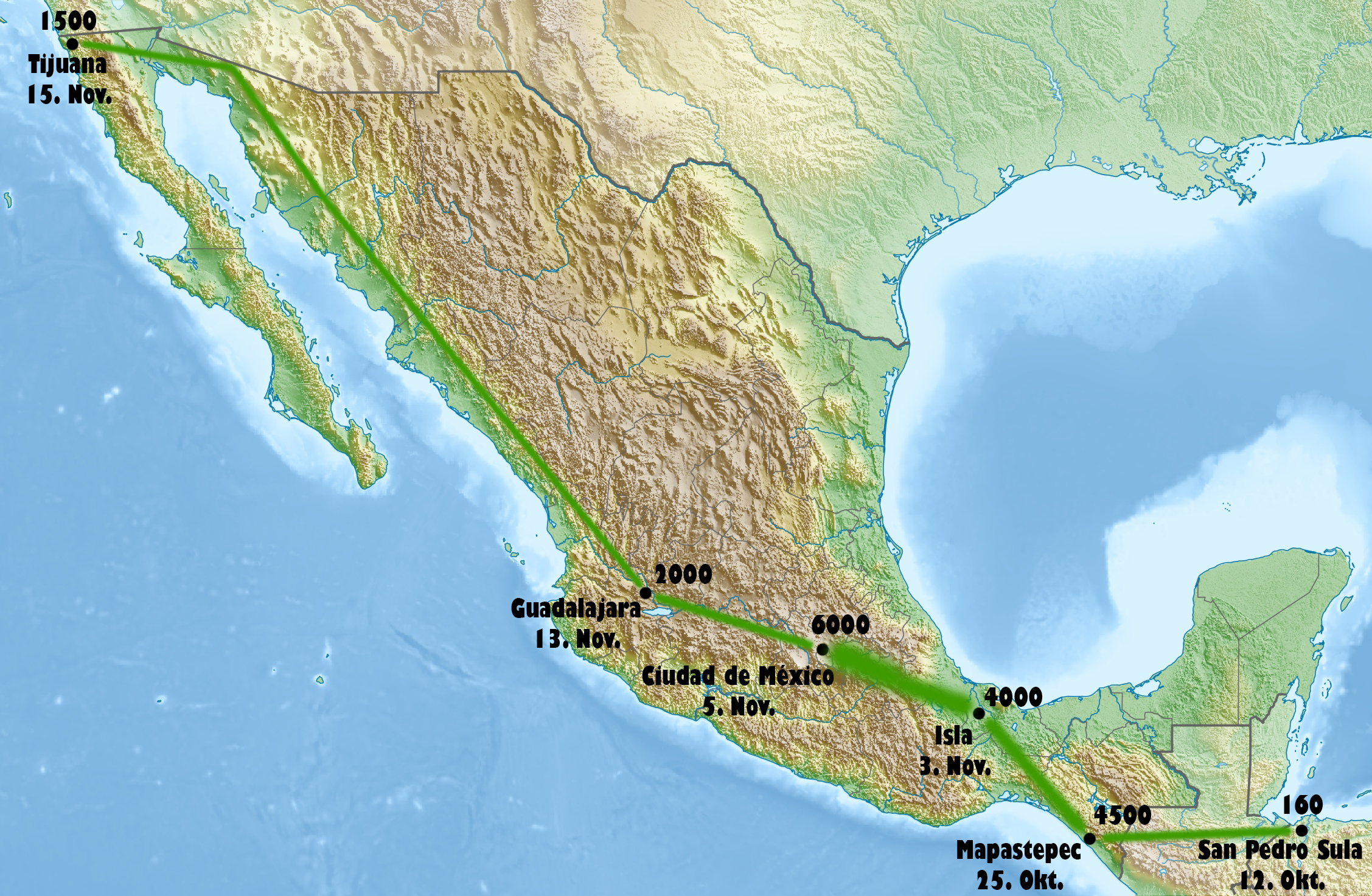
Verlauf

Der Migrationstreck von Zentralamerika bis zur Grenze zwischen Mexiko und den Vereinigten Staaten war ab Oktober 2018 ein Zug von mehreren tausend Migranten – vorwiegend Menschen aus der landlosen, vielfach indigenen Landbevölkerung – aus zentralamerikanischen Ländern wie El Salvador, Guatemala oder Honduras, die sich in Fußmärschen über bis zu 2000 km weit durch Mexiko in Richtung der US-amerikanischen Außengrenze bewegten zwecks Einwanderung in die Vereinigten Staaten. Mitte November 2018 trafen mindestens 2000 von ihnen in der mexikanischen Grenzstadt Tijuana ein. Der Treck erhielt weltweite mediale Aufmerksamkeit, wie auch die Reaktionen der US-Regierung und des amerikanischen Präsidenten Donald Trump. Die USA verlegten mehrere tausend Soldaten an die mexikanische Grenze und setzten schließlich Mitte Juli 2019 das Asylrecht, mit dessen Hilfe die Migranten die USA betreten hatten, weitgehend außer Kraft. Dies bewirkte Stand 2021 jedoch nicht, dass sich die Migrationsbewegungen reduzierten (siehe Flüchtlingskrise in Amerika).

## Hintergrund, Vorgeschichte
Flucht und Migration großer Personenzahlen aus Südamerika über Mexiko Richtung USA sind seit Jahrzehnten an der Tagesordnung. 2017 z. B. begaben sich mindestens 400.000 Menschen auf diesen Weg, in der Regel allerdings vereinzelt oder in kleineren Gruppen. Als Grundursache der Migration werden wirtschaftliche Motive und die in diesen Ländern herrschende Kriminalität genannt.
Der Auslöser für das Anwachsen zu einem Treck im Oktober 2018 war eine von Aktivisten über soziale Medien organisierte Gruppe von 160 Migranten aus Honduras. Über weitere Medienberichterstattung wurden dann viele andere angelockt. Der Treck mit teils ganzen Familien wurde von den Beteiligten selbst als „Karawane“ betitelt: Die größere Menge biete unterwegs Schutz vor Gewalt, sexuellen Übergriffen sowie Überfällen und erhöhe, so die Hoffnung der Flüchtenden, die Aussicht auf eine Aufnahme in den Vereinigten Staaten.
Bereits im April 2018 hatte eine Migrations-„Karawane“ aus Zentralamerika, initiiert von der mexikanischen Hilfsorganisation Pueblo Sin Fronteras, für Aufmerksamkeit in den USA gesorgt, als US-Präsident Trump und Mitglieder seines Kabinetts die Betroffenen als „Gefahr für die nationale Sicherheit“ bezeichneten. Anfang Mai beantragten diese Migranten nach ihrem letzten Reiseabschnitt durch Mexiko Asyl in der US-Grenzstadt San Diego.

## Verlauf

### Oktober 2018

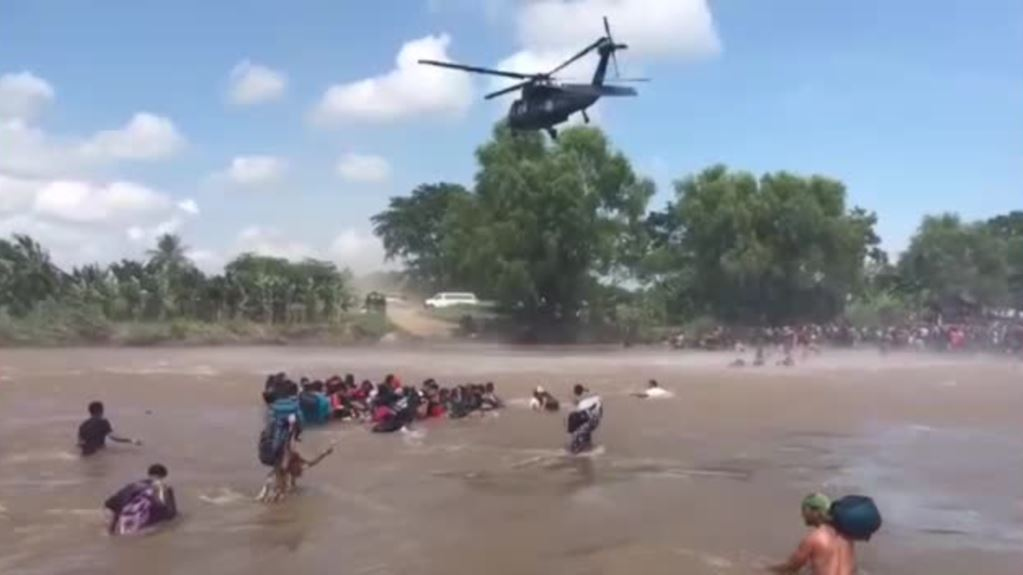
Migranten überqueren die Grenze zwischen Guatemala und Mexiko am 29. Oktober 2018

Laut Presseberichten formierte sich ein großer Zug in der zweiten Oktoberwoche 2018 in der honduranischen Stadt San Pedro Sula. In der Folgewoche wuchs der Treck in Guatemala auf 2000 Personen an, die sich zu Fuß oder durch Trampen fortbewegten. Auch Menschen aus El Salvador schlossen sich an. Im Verlauf der dritten Oktoberwoche 2018 wuchs der Treck laut der mexikanischen Tageszeitung El Universal auf über 7000 Menschen an; zusätzlich machten sich erneut weitere 1500 bis 3000 Menschen aus Honduras auf den Weg Richtung Mexiko und  den USA.
Am 19. Oktober riss eine der „Karawanen“ an der guatemaltekisch-mexikanischen Grenze nach kurzem Innehalten zunächst den Grenzzaun nieder, um dann am Grenzübergang über den Río Suchiate zunächst von einer Polizei- und Grenzsperre aufgehalten zu werden, worauf später hunderte Flüchtende durch den Fluss wateten.
Zum Ende der dritten Oktoberwoche legte eine Gruppe von auch nach UNO-Schätzung mittlerweile 7000 Menschen in der südmexikanischen Stadt Huixtla eine Pause ein, ca. 1600 km und etwa weitere vier Wochen Fußmarsch vor der mexikanisch-amerikanischen Grenze. Sie errichtete dort auch zur medizinischen Versorgung ein provisorisches Lager. Von Einheimischen erhielten die Flüchtenden Nahrung und Kleidung. In der Karawane etablierten sich basisdemokratische Vollversammlungen. Am 26. Oktober wurden nach ihrer Aufgabe des Vorhabens ca. 150 Menschen mit einem Polizeiflugzeug nach Honduras zurückgebracht; zuvor hatte die Regierung von Staatspräsident Juan Orlando Hernández Sozialprogramme in Aussicht gestellt.
Am 27. Oktober blockierte die mexikanische Polizei die Landstraße zwischen den nationalen Bundesstaaten Chiapas und Oaxaca auf einer Brücke und stoppte so den Zug damit vorerst. Dies geschah auch, um den Migranten das Angebot des Staatspräsidenten näherzubringen: Sechs Wochen vor Ende seiner Amtszeit bot der mexikanische Präsident Peña Nieto den Migranten für die südlichen mexikanischen Bundesstaaten Chiapas und Oaxaca z. B. Zugang zu Bildung, nationaler Gesundheitsversorgung, zeitlich begrenzte Arbeitserlaubnisse und Ausweispapiere an, nachdem sie in Mexiko eine Aufenthaltsgenehmigung und Asyl beantragt haben. Chiapas und Oaxaca gehören zu den mexikanischen Bundesstaaten mit der höchsten Arbeitslosigkeit und Armut. Führungspersonen der Migranten wiesen dieses Angebot aus Furcht vor anschließender Abschiebung ab: man wolle weiter in die USA, wo viele Familienangehörige haben. Unter anderem nach Intervention der Nationalen Menschenrechtskommission hob die Polizei die Blockade der Brücke schließlich auf.
Laut Pueblo Sin Fronteras reduzierte sich die Zahl des einen Konvois bis Anfang November auf ca. 4000 Menschen im mexikanischen Bundesstaat Oaxaca. Ca. 1700 hätten sich für einen Verbleib in Mexiko, viele für eine Heimreise entschieden. Ende Oktober sprach der mexikanische Innenminister von rund 2300 Menschen, welche eine Aufenthaltsgenehmigung im Land beantragt hätten, Anfang November von 3230; mittlerweile war auch von drei „Karawanen“ die Rede. Die Stimmung in Mexiko hinsichtlich der Migranten wurde zunehmend ablehnend. Mehr als 100 mehrheitlich minderjährige Migranten wurden unterwegs durch das Zetas-Kartell verschleppt, mutmaßlich in den Menschenhandel.

### November: Ankunft in Tijuana
Mitte November 2018 erreichten die ersten Migranten bei Tijuana die Grenze zu den USA. Es trafen bald ca. 2000 Menschen in der mexikanischen Grenzstadt ein; sie galten als Vorhut ca. 5000 bis 10.000 weiterer Migranten. Zu diesem Zeitpunkt hatten sich im Bereich Tijuana bei den US-Behörden bereits über 6000 Menschen um einen Termin zur Stellung eines Asylantrags beworben.
Am darauf folgenden Wochenende demonstrierten in Tijuana ca. 1000 Menschen mit nationalistischen Parolen gegen die Migranten. Da Woche für Woche Zehntausende Amerikaner u. a. für billige Einkäufe in die Stadt kommen, befürchtete man eine von US-Präsident Trump wiederholt angedrohte Grenzschließung durch die US-Behörden. Tijuanas Bürgermeister hatte die Migranten zuvor diffamiert, indem er von „Kiffern und Faulpelzen“ unter ihnen sprach. Flüchtlingshelfer in Tijuana warfen Pueblo Sin Fronteras vor, die Karawane bis an die Grenze geführt, sich dann aber aus der Verantwortung gestohlen zu haben, als es dort nicht mehr weiter ging. In der boomenden Stadt Tijuana wurde staatlicherseits eine Stellenbörse eröffnet, die sich auch an Migranten richtet und (November 2018) etwa 7000 Jobangebote machte.

### Weitere Entwicklungen
Bis Anfang Dezember erreichten etwa 7000 Menschen die Grenze zu den USA. Verschiedentlich versuchten ab Ende November, im Dezember und im Januar Gruppen von 150, über 400 und bis zu 1000 Migranten, die Grenze zu den USA zu überwinden. Die US Border Patrol drängte diese zurück bzw. nahm sie in Gewahrsam. Sie setzte dabei auch Tränengas ein.
Das US-Heimatschutzministerium und das mexikanische Außenministerium gaben Mitte Dezember bekannt, dass Migranten künftig in Mexiko auf die Bearbeitung ihres Asylantrages zu warten haben. Aus Sicht des mexikanischen Außenministeriums ist dies eine temporäre Einigung.
Ein vom US-Außenministerium finanziertes Rückkehrerprogramm, in dessen Rahmen die Internationale Organisation für Migration seit 4. November 2018 die Rückreise von Teilnehmern des Migrationstrecks in ihre Heimatländer anbietet, wurde bis 30. November von 453 Menschen in Anspruch genommen.
Nachdem diverse Nichtregierungsorganisationen bei einem Gericht in San Francisco zunächst erfolgreich gegen die Praktik der Regierung geklagt hatten, Asylsuchende bis zur Entscheidung über ihre Anträge nach Mexiko zu schicken, gewann die US-Regierung Anfang Mai 2019 vor einem Bundes-Appellationsgericht das Recht, diese Praxis bis zu einer endgültigen Entscheidung fortzusetzen.

## Reaktionen

### US-Regierung
Mitte Oktober twitterte US-Präsident Trump, er werde Finanzmittel für die mittelamerikanischen Staaten Honduras, Guatemala und El Salvador kürzen bzw. streichen, da sie nicht in der Lage seien, die Menschen von einer illegalen Einreise in die USA abzuhalten: Seit 2014 hatten die USA hier Hilfen in Höhe von 2,6 Mrd. US-Dollar bereitgestellt, für 2019 waren für Programme zur Stärkung von Sicherheit und Menschenrechten, für Demokratieaufbau sowie wirtschaftliche und soziale Entwicklung z. B. in Honduras 65,7 Mio. US-Dollar geplant.
Trump schloss eine Einreise der Migranten in die USA zunächst kategorisch aus: Er kolportierte, unter die Migranten hätten sich Nahost-Terroristen und weitere „dunkle Gestalten“ gemischt, musste später allerdings eingestehen, dafür keine Belege zu haben („Fake News“). Am 27. Oktober bezeichnete Trump via Twitter den Treck als „nationalen Notstand“ für die USA. Seine Tweets sowie die Berichterstattung in den Medien könnten eine auslösende Funktion beim Attentat in Pittsburgh gehabt haben, bei dem ein Einzeltäter am 27. Oktober in der Tree-of-Life-Synagoge elf Menschen erschoss und sechs verletzte. Stunden vor dem Anschlag soll der Täter beim Kurznachrichtendienst Gab folgenden Beitrag erstellt haben: I can’t sit by and watch my people get slaughtered. Screw your optics, I’m going in („Ich kann nicht rumsitzen und zusehen, wie mein Volk abgeschlachtet wird. Scheiß aufs Image, ich gehe rein“).
Ende der vierten Oktoberwoche kündigte unter anderem der US-Verteidigungsminister James Mattis die Entsendung von 800 US-Soldaten zur logistischen Unterstützung der Grenzschutzkräfte an der US-Grenze nach Mexiko an; über 2000 Mitglieder der US-Nationalgarde befanden sich bereits seit April vor Ort. Das US-Militär verlegte Beton-Barrieren an die Grenze nach Mexiko. Die Heimatschutzministerin Kirstjen Nielsen warnte die Migranten vor illegalen Grenzübertritten.
Eine Woche vor den Halbzeitwahlen in den Vereinigten Staaten (midterm elections) kündigten die USA am letzten Oktoberwochenende „zum Schutz vor einer Invasion“ die Entsendung weiterer 5200 Soldaten an die mexikanische Grenze an; anschließend Präsident Trump die Errichtung „sehr schöner“ Zeltstädte durch das US-Militär für die Asylsuchenden, wo sie ausharren sollten, bis ihre Asylanträge geprüft seien. Trump äußerte auch seinen Willen, die Zahl der an die Südgrenze der USA zu verlegenden US-Truppen auf 15.000 zu erhöhen.
Anfang November drohte Trump mit Schusswaffengebrauch durch das US-Militär als Antwort auf etwaige Steinwürfe der Flüchtenden. Das US-Militär darf jedoch laut Posse Comitatus Act im Inland weder Grenzschutz- noch polizeiliche Aufgaben wahrnehmen.
Nach den Midterms erließ Trump Ende der ersten Novemberwoche ein Dekret zu Verschärfung der amerikanischen Asyl-Regeln, nach dem für zunächst neunzig Tage aus Mexiko in die USA Kommende Asylanträge nur noch an einem offiziellen Grenzübergang stellen dürften; Asylbegehren von illegal Eingewanderten sollten nicht mehr bearbeitet werden. Damit revidierte er seine anfängliche Aussage, dass kategorisch kein Zuwanderer des Trecks in die Vereinigten Staaten gelangen werde, eine Aussage, die mit dem Recht der Vereinigten Staaten kollidierte, in welchem seit 1980 die Ziele des internationalen Abkommens über die Rechtsstellung der Flüchtlinge verankert sind, darunter die Gewähr, dass jedes Asylgesuch geprüft wird. Ein Richter in Kalifornien stellte klar, dass dieses Recht grundsätzlich auch für Menschen gelte, die die Grenzen der Vereinigten Staaten ohne Einreisedokumente und ohne Erlaubnis übertreten.
Mitte November waren rund 5600 Soldaten im Einsatz, darunter etwa 2800 im US-Bundesstaat Texas, 1500 in Arizona sowie 1300 in Kalifornien, der größte Militäreinsatz an der US-Südgrenze seit der Mexikanischen Revolution Anfang des 20. Jahrhunderts. Verteidigungsminister James Mattis besuchte zusammen mit der Heimatschutzministerin Kirstjen Nielsen die in die Grenzregion verlegten US-Truppen.
Der Versuch der Trump-Regierung, den Migrationsdruck auf die US-Südgrenze durch sogenannte Sichere-Drittstaaten-Regelungen mit Staaten südlich der USA zu verringern, scheiterte Anfang Juli 2019 mit dem Rückzug Guatemalas aus den Verhandlungen. Zwei Tage später kündigte die US-Regierung eine Änderung des Asylrechts an, nach der vom 15. Juli 2019 an nur noch Personen Asyl beantragen können, die nicht aus einem Transitland kommend die USA erreichen. Die neue Regelung würde fast jeden Antragssteller betreffen, der kein mexikanischer Staatsbürger ist. Gruppen für Migrantenrechte kündigten rechtliche Schritte gegen die Verordnung an.

### Iberoamerika-Gipfel
Auf dem XXVI. Iberoamerika-Gipfel Mitte November 2018 in Antigua Guatemala zeigten sich die Staats- und Regierungschefs besorgt über die aktuellen regionalen Migrationsbewegungen, man müsse mehr zur Vorsorge tun.